# Siré Kaba
Pour les articles homonymes, voir Kaba.
Siré Kaba est une chargée de communication et créatrice belge de mode, d'origine guinéenne.

## Biographie

### Enfance et adolescence
Fille de diplomate, Siré Kaba passe son enfance en Guinée, au Ghana et en Tanzanie avant d'arriver en Belgique à l'âge de 16 ans.

### Chargée de communication
Siré Kaba est titulaire d'un diplôme en communication et journalisme de l'université libre de Bruxelles. Elle est chargée de communication à temps plein au Centre public d'action sociale de Molenbeek.

### Créatrice de mode
En 2014, lors d'un voyage au Sénégal, elle est séduite par les tissus africains dont elle ramène de nombreux échantillons en Belgique. L'année suivante, elle sort sa première collection sous le label Erratum Fashion, dont le nom « fait référence à « la correction des erreurs du passé », la correction des stéréotypes liés à l’Afrique »,. Son atelier, à Molenbeek, s'inscrit dans un projet social de réinsertion professionnelle.
En 2021, elle habille la princesse Delphine pour sa première apparition dans la tribune royale au défilé du 21 juillet, déclarant à ce propos avoir créé « Une pièce audacieuse au niveau de ses imprimés, mais la princesse Delphine peut se le permettre, et cela reste élégant, raffiné et intemporel. Il fallait quelque chose que l’on remarque, mais sans en faire trop. ».